# マレーシア・マダニ
マレーシア・マダニ（マレー語：Malaysia MADANI、英語：SCRIPT）は、2023年1月に発足した第10代マレーシア首相アンワル・イブラヒムによって提案された国家統治政策の1つである。一般に、マレーシア・マダニは多民族社会の調和、持続可能な開発、良い統治に注力する。

## あらまし
マレーシア・マダニは、持続可能性（keMampanan）、平穏（kesejAhteraan）、創造性（Daya cipta）、敬意（hormAt）、信頼（keyakiNan）、思い遣り（Ihsan）の6点を基盤とする。マダニ（madani）という名称は、マレー語の「文明化された」という語である他、これら6点から1文字ずつを取ったものでもある。さらに、マレーシア・マダニは以下の8つの側面も強調する。
| - 経済 - 金融 - 立法 - 教育 | - 社会 - 文化 - 都市 - 郊外 |

## 経緯
マレーシア・マダニの構想はもともと、アンワルが首相に任命される約1か月前の2022年10月2日にドーセット・ホテル・スバンで発表された本の中で公にされた。 国家政策としてのマレーシア・マダニ政策は、2023年1月19日にプトラジャヤで始動した。